# Guatteria lucida
Guatteria lucida este o specie de plante angiosperme din genul Guatteria, familia Annonaceae, descrisă de Karel Presl. Conform Catalogue of Life specia Guatteria lucida nu are subspecii cunoscute.